# Облога Варви
Облога Варви — одна з подій московсько-польської війни 1654—1667 та Руїни в Україні.

## Передісторія
У вересні 1658 року гетьман Війська Запорізького Іван Виговський підписує з Річчю Посполитою Гадяцький договір, який повертав Військо Запорізьке під владу польської корони. Покликавши себе на допомогу війська Кримського хана, Виговський починає військові дії проти Московії.
Загони Виговського вторгаються на московські землі. Путивльський воєвода князь Григорій Долгоруков повідомляє цареві, що з «запорізького боку з Глухова черкаси до Путивльський та Севський повіти» та «з іншого боку до Путивльського ж повіту серби та черкаси та татарове, приходили війною і багато сіл воювали, людей побивали і в полон відводили, а сокровища та коні, і всяку тварину та хліб мали, і двори палили».
8 (18) вересня війська Виговського взяли в облогу місто Кам'яне. 14 (24) вересня «прийшов під Кам'яне з обозом гетьман Іван Виговський з великим зборами і став за посадом… шанці навкруги всього міста покопав, і тури поставив, від стіни сажені по 3 і менше, і гармати підвів навкруги всього міста; і з гармат бив три дні… і місто розтрощив, і… багатьох людей з гармат побив; і після гарматної стрільби вересня 19 дня о 1-ій годині дня, був до Кам'яного приступ жорстокий… і на приступі на бою, полковники, і мурзи, черкаси, і татари побито багато людей; і місто відстояли». Не домігшись успіху, Виговський взяв в облогу Олешню, де також зазнав поразки.
Московський уряд почав збирати війська. Для захисту південно-західних повітів до Сєвська були направлені воєводи князі Федір Куракін, Семен Пожарський та Семен Львов з 5 стрілецькими приказами.
В Україну посилається Білгородський полк князя Ромоданівського у складі: 1621 дворян та дітей боярських у сотнях, 1474 рейтар у шквадронах В. Фангалена та І. Саса, 934 драгуни полку І. Інвалта, 336 донських козаків Григорів Косаг. А. Фанбуковена, Я. Леслі, Я. Фанзагера та Я. Краферта; всього 8571 осіб. До війська Ромоданівського пристали опозиційні козаки Виговського. «А які, Государе, козаки тобі, Великому Государеві, служать вірно різних полків, і ті, Государе, у полках у Івана Донця та в Ондрея Покушелова. Та з Дону, Господарю, і із Запоріжжя прийшли тобі, Великому Государеві, служити до мене… І в цих, Государе, полках черкас зі мною… кінних і піших, з тридцять тисяч чоловік», писав князь до Москви.
19 (29) жовтня війська Ромодановського взяли Голтву. 23 жовтня (2 листопада) полковники Іван Донець та Остафій Ворипай із «полки своїми» увійшли до Миргорода. Миргородський полк приєднався до Ромодановського. Полковником став Степан Довгаль, який виступив до Лубен. Слідом були взяті Лубни та Пирятин. Назустріч Ромодановському Виговський вислав війська наказного гетьмана Григорія Гуляницького, чернігівського полковника Оникія Силича та прилуцького Петра Дорошенка.
3 (13) листопада за п'ять верст від Пирятина військами Григорія Косагова (3 000 осіб) і козаками миргородського полку полковника Довгаля Гуляницький був розбитий і втік до Варви, звідки послав наказ полковнику Кобилевському про збір козаків: «посилай в усі села і містечка окольні ясаулів, щоб усіх гнали до Ніжина, а неслухняним шию утинати вели без жадібного милосердя, інакше не чинячи, під жорсткою карою».
7 (17) листопада війська князя Ромодановського підійшли до Варви й обложили місто.

## Облога
Коли війська Ромоданівського «стали обозами біля міста», «з міста виїжджали полковники з багатьма людами, і з… Великого Государя людьми і з черкаси вчинили бій великий, і милістю… Божою… на тому бою черкас багатьох людей побили і взяли мов черкас чотирьох людей: варвського отамана Олешку Малютенка з товаришами, а в розпитуванні ті черкаси… сказали, що з Грицьком Гуленицьким у Варві в облогу з тридцять тисяч чоловік, та з ним же сербів чоловік із двісті, а здатця вони не хочуть».
Гуляницький зайняв оборону на «Замковій горі» — старому городищі на високому лівому березі річки Удай. Городище являло собою неправильний чотирикутник із земляними валами. З трьох боків гора оточена ярами, заповненими водою («болотами»), і з четвертої протікала річка. Варва була сильно укріпленою фортецею із сильним гарнізоном із трьох козацьких полків.
Ромодановський розпочав облогу. Збудував «шанці, посип великий» і оточив місто. З одного боку «солдатські та черкаські полковники підійшли шанцями, а за річкою… від Прилук стоїть… полковник Іван Інвалт та Григорій Косагов з донськими козаками, та полковник Миргороцької Степан Довгаль зі своїм полком».
9 (19) листопада і 12 (22) листопада князь Григорій Григорович спробував узяти фортецю штурмом. «Листопада, Государю, в 9 день та в 12 день до Варви велів я… пішим салдацьких полків полковнику Філіпіюсу Албертусу Фанбуковену та Якову Леслі та Ягану Фанзагеру з салдати та драгунському підполковнику… з драгуни і черкаським полковникам з черкаси до міста приступати і приступи, Государю, були жорстокі й узяти, Государю, місто приступами ніякими заходами нічим, бо, Государю, що місце оборонне і міцне, з трьох, Государю, сторін обступили річки та болота більші», — доповідав князь у Москву. Зазнавши невдачі в приступах, Ромодановський наказав узяти місто в блокаду і «валити вал».
У цей час, між 7 (17) листопада і 12 (22) листопада «черкаси, які служать Великому Государю», обрали собі гетьманом Івана Беспалого.
7 (17) листопада стряпчий Григорій Косагов, посилав «під'їзд під черкаське місто Прилуки». Донські та запорізькі козаки привели двох «язиків» Івана Кровченка та Федора Ігнатенка, які виявилися жителями міста Переволочна Прилуцького полку. Вони розповіли, що до них у місто прийшли «за велінням Івана Виговського черкас із п'ятсот чоловік і… великого государя ратних людей… побивають і живих імають». Переволочна, розташована на північ від Варви, закривала дорогу Ромни-Прилуки, і в такий спосіб Виговський отримував вигідну стратегічну позицію для атаки на війська, що облягали Варву. 8 (18) листопада князь Ромодановський наказав Косагову «до Переволочної йти і послав з ним лист, щоб козаки і міщани були, як і раніше, під високою рукою у тебе великого государя». Коли, здійснивши стрімкий рейд до Переволочної «з донськими козаками, та з зеньківськими, та куземськими сотниками і черкасами», Косагов підійшов до міста і передав гарнізону пропозицію здатися, у відповідь з міста «почали по них стріляти з гармат». Косагов велів почати штурм, під час якого місто було взято. Під час штурму було взято в полон «ніжинських козаків та переволоченських двадцять осіб», а на приступі «ніково не вбили і толко поранили одново донскового козака»..
Пізня осінь ускладнювала облогу Варви, незабаром «почели бути морози великі, а салдатом у шанцях бити важко», «поранених, государ, солдатів і драгунів багато і багато ратних людей помирають» Коли «річки та болота замерзнуть» князь збирався провести новий штурм міста. Для підтримки князь просив надіслати йому на допомогу полк князя Куракіна.
Незабаром під Варву прибув білгородський приказ московських стрільців Клементія Євлєва. Князь Куракін висловив готовність направити до Ромоданівського частину своїх сил під керівництвом князя Семена Пожарського. З Москви до військ Ромоданівського було послано стольник воєвода Петро Скуратов.
У такій ситуації Іван Виговський, який перебував у цей час під Києвом, послав на допомогу Гуляницькому наказного гетьмана Івана Скоробагатька з полками Переяславським Тимофія Цицюри, Канівським Семена Савича та Черкаським Филона Джалалія, найманими волохами та сербами, а також. 20 (30) листопада у Ромоданівського був бій з «гетьманом Іваном Скоробагатькам і з черкаси і з татари і з волохи та з серби». У цьому бою Скоробагатько зазнав поразки і відступив до Прилук. Незабаром він зробив другу спробу розбити війська князя та звільнити з облоги Гуляницького. «І листопада,… в 25 день прийшли з Прилук ж… черкаси та татари та волохи та серби і вдарили на Миргородського полковника Степана Довгаля та драгунського полковника Ягана Інволта». Одночасно Гуляницький здійснив атаку з міста: «з Варви на обоз та Ягана Інволта була вилоска велика». Внаслідок битви Скоробагатько був розбитий і відступив від Варви, а Гуляницькому довелося повернутися назад до міста. У бою відзначився полтавський полковник Кирило Пушкаренко (син загиблого Мартина Пушкаря), його козаки «з черкасами, татарами та волохами» билися і «язиків взяли сім чоловік». Полонені розповіли, що «татар із гетьманом… з шість тисяч людей», Переяславський, Канівський та Черкаський полки, і вони чекають на швидкий підхід татар Маметші-мурзи.
29 листопада (9 грудня) до князя Ромодановського приїхали посланці від Скоробогатька — переяславський полковник Тимофій Цицюра з козаками, які «били чолом» государеві, щоб він пробачив їхні провини та «умилосердився», присягалися в тому, що готові «як і раніше бути у вічному підданстві» та «невідступно присягати». Цицюра говорив князю, що вони з московськими ратними людьми «битьця не стануть» і на козаків, які були з ним, «войною ходить не стануть». Кримських татар Скоробогатько обіцяв відпустити.
30 листопада (10 грудня) козаки Переяславського, Канівського, Черкаського полків присягнули цареві Олексію Михайловичу і «казали одностайно», що вони раді бути, як і раніше, у його підданстві і щоб Государ «над ними умилосердився, велів провину їм пробачити». Повіривши присязі, Ромодановський випустив Гуляницького з облоги.

## Наслідки
Присяга виговців під Варвою (сам Виговський склав присягу ще 9 листопада 1658 року в Києві) виявилася нетривкою. Вже у грудні 1658 року Виговський змінив своє слово, і військові дії почалися знову.